# NGC 1638
NGC 1638 (другие обозначения — UGC 3133, MCG 0-12-69, ZWG 393.68, PGC 15824) — линзообразная галактика (SB0) в созвездии Эридан.
Этот объект входит в число перечисленных в оригинальной редакции «Нового общего каталога».
В 2009 году проводилось фотометрическое сравнение галактики с компьютерной симуляцией задачи n-тел. Модель показала хорошее согласования и указала на то, что большую роль на формирование структуры бара играет обмен углового момента.